# ゼイラ
ゼイラ（ソマリ語: Saylac, Zayla, 英語: Zeila, アラビア語: زيلع）はソマリアの港湾都市。現在はソマリランドが実効支配している。アデン湾に面しており、アウダル州の州都である。ソマリアの西隣ジブチとの国境にも近い。
ゼイラの中心部は数キロほどの長さの半島になっており、3方を海に囲まれている。隣の町との間は砂漠であり、ベルベラの北西270キロメートル、ハラール (エチオピア)の東320キロメートルほどの位置にある。地理的に重要な位置にあるため貿易港として栄えたが、飲料水があまり豊富でなく、浅海で大型船の停泊に適さないため、今日では寂れている。

## 歴史
1世紀に書かれたエリュトゥラー海案内記に登場する都市アヴァリタエ（Avalitae）をゼイラと同定する学者がいる（アッサブと考える学者もいる）。20世紀の学者リチャード・パンカーストは、891年にイスラムの旅行家ヤアクービーが書いた「国の本（Kitab al-Balden）」の都市の一つがゼイラだと考えている。また、イスラムの地理学者マスウーディが935年頃に書いた「黄金と宝石の土地（Murugal al-Dahab wa-Ma'adin al-Guwahir）」にも登場する。また、988年にイブン・ハウカルが書いた「世界の構成（Kitab Surat al-'Ard）」の中で、エチオピアからアラビア半島のヒジャーズやイエメンに渡った時の港として登場する。

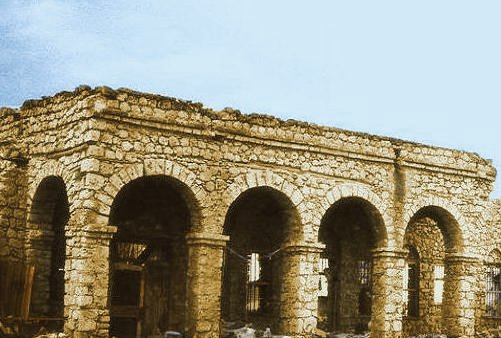
ゼイラに残るアダル・スルタン国時代の遺跡

貿易港としての重要性は12世紀の地理学者イドリースィーや13世紀の地理学者イブン・サイード・マグリビーが言及しており、奴隷貿易でかなり栄えたと記されている。この他、13世紀の旅行家マルコ・ポーロも、アラビア半島の都市アデンのスルターンが旅行中のエチオピアの司教をイスラム教に改宗させようと無理やり割礼を行ったのでエチオピア皇帝が大いに怒った、という話の中でゼイラについても言及している。また、14世紀前半にモロッコの旅行家イブン・バットゥータもゼイラを訪ねている。
15世紀のソマリアは都市国家に近い形であり、ゼイラもそのひとつだった。ゼイラはイスラーム教徒のワラシュマ家が支配していた。ワラシュマ家はソマリアの他の都市も支配していたので、外国人がソマリ族の居住地域全般をゼイラと呼ぶこともあった。1403年（あるいは1415年）にはエチオピアの攻撃を受けた当時の王サアド・アドディンが首都イファトからゼイラまで逃げたが結局殺されたという話が伝わっている。死後、サアド・アドディンは英雄視され、その後の数世紀にわたって崇められた。
1493年、ポルトガルのペロ・デ・コビリヤンは、ポルトガル王の命によりアラビア半島からゼイラを通ってエチオピアを訪ねている。1517年と1528年にはポルトガルから攻撃され被害を受けたが、同じ16世紀にゼイラを訪れた旅行者はこの地が重要な商業都市だったと報告している。「季節を通して数千人が働き、異国人の多い町」とも言われるようになった。
16世紀まで、ゼイラは北西にあるタジュラとともに、ハラールやシェワからの荷物を輸出するための重要な港であった。しかし1630年にアラビア半島のモカがこの町を支配するようになると、ゼイラを通しての荷物に税をかけるようになったため、以前より振るわなくなった。また、この頃に海賊がゼイラの町を襲うようになり、ゼイラの知事は町の周りに土壁を設けてこれを防いだ。これらの問題からシェワは専らゼイラの代わりにタジュラを使うようになり、ゼイラの港としての価値はさらに下がった。1698年にオランダ東インド会社が水の少ない町との報告をしている。
1821年から1841年にかけて、エジプトのパシャ、ムハンマド・アリーはイエメンに軍を進め、対岸のゼイラも支配した。その後、エジプトの信任を得た地元商人のハジ・アリ・シェルメルキやアブー・バクルが市長を務めている。1855年、冒険家のリチャード・フランシス・バートンはソマリアを探検するため、ここゼイラに滞在してソマリ人の言葉と習慣について学んでいる。
1885年、イギリスはゼイラやベルベラを占領してイギリス領ソマリランドを作った。19世紀の終わりになると、アディスアベバからジブチに鉄道が建設され、ゼイラの貿易港としての価値はさらに下がった。20世紀の始めに作られたブリタニカ百科事典第11版によれば、ゼイラは「小型船の錨地として優れるのでアラブ人が良く利用する。しかし大型の蒸気船は1.5マイル (2.4 km)沖に止めなければならない。荷の積み下ろしは小型船が行うので不自由は無い。町の給水場は3マイル (4.8 km)離れたトコシャまで行かなければならない。毎朝、ソマリ人の女性がヤギ革の袋に水を一杯詰めてラクダで運ぶ様子は、絵画を見るようである。ゼイラは木綿製品、米、モロコシ、ナツメヤシ、絹などを輸入しており、その荷は主にアデンから来る。コーヒー、象牙、ウシ、ギー、真珠母などを輸出しており、その荷は主にアビシニア（エチオピア）産である」と描写されている。

## 現在
ソマリア内戦で、ゼイラはしばしば爆撃され、ほとんどの建物が全壊または半壊した。住民は隣国ジブチなどに逃げた。1991年、ゼイラを含むこのあたりの土地はソマリランドとして独立し、海外からの送金や漁業製品の売り上げにより復興した。
ゼイラの人口は7万5千人と見積もられており、住民の多くはソマリ族のディル氏族である。ソマリランドでは主流のイサック氏族も多い。1995年にはディル氏族の国として、ソマリランドからの独立が宣言されたことがある。ただしこれは実質を伴わず、現在もゼイラはソマリランドの支配下にある。
ゼイラは隣国のジブチとの交流がある。

## 参考資料
- Pankhurst, Richard K. P. (1982). History of Ethiopian Towns. Wiesbaden: Franz Steiner Verlag.
- Abir, Mordechai (1968). Ethiopia: The Era of the Princes; The Challenge of Islam and the Re-unification of the Christian Empire (1769-1855). London: Longmans.
- Sir Richard Burton's account of Zeila in the late 19th century
- この記事にはアメリカ合衆国内で著作権が消滅した次の百科事典本文を含む: Chisholm, Hugh, ed. (1911). "Zaila". Encyclopædia Britannica (英語) (11th ed.). Cambridge University Press.